# Qianxi mànbo
Qianxi mànbo (chinês: 千禧曼波, pinyin: 'Qiānxī Mànbō') é uma coprodução Taiwan e França de 2001, dirigido pelo taiwanês Hou Hsiao-Hsien.

## Enredo
A personagem principal Vicky, interpretada pela atriz Shu Qi narra sua vida em 2001, no ano de 2011 ela descreve sua juventude e sua mudança de vida na virada do milênio. Ela trabalha em um bar.  Vicky está dividida entre dois homens, Hao-Hao e Jack , e sua jornada exibe uma jornada paralela entre a psique e como uma menina lida com sua juventude fugaz.

## Elenco
| Ator(iz)            | Papel   |
| ------------------- | ------- |
| Qi Shu              | Vicky   |
| Jack Kao            | Jack    |
| Tuan Chun-hao       | Hao-Hao |
| Chen Yi-Hsuan       | Xuan    |
| Jun Takeuchi        | Jun     |
| Doze Niu            | Doze    |
| Jenny Tseng Yan Lei |         |
| Pauline Chan        |         |
| Huang Xiao Chu      |         |

## Prêmios e indicações
- Festival de Filmes de Cannes de 2001[1]
  - Venceu: Grande prêmio técnico (Du-Che Tu por design de som)
  - Nominado: Palma de Ouro
- Festival International de Filme de Chicago
  - Venceu: Silver Hugo (Hou Hsiao-Hsien)
- Ghent International Film Festival
  - Venceu: Melhor Diretor (Hou Hsiao-Hsien)
  - Nominatdo: Grand Prix
- Cavalo de Ouro festival de filme
  - Venceu: Melhor Cinegrafia (Pin Bing Lee)
  - Venceu: Melhor Placar Original (Lim Giong)
  - Venceu: Melhor efeitos Sonoros (Du-Che Tu)